# Alfonso Gatto
Alfonso Gatto (Salerno, Campania, 17 de julio de 1909-Orbetello, Toscana, 8 de marzo de 1976)
fue un poeta italiano.

## Biografía
Alfonso Gatto nació en una familia de origen calabrés de marineros y pequeños armadores. Realizó sus primeros estudios en Salerno y en 1926 ingresó en la Universidad de Nápoles, aunque se vio obligado a abandonarla años después debido a dificultades económicas. A partir de ese momento, su vida fue bastante agitada y los traslados y cambios de ocupación se sucedieron. Trabajó primero en una librería, siendo luego maestro de escuela, corrector de imprenta, periodista, profesor...
En 1936, a causa de su declarado antifascismo, fue detenido y pasó seis meses en la cárcel de San Vittore de Milán. Durante esos años, Gatto había colaborado en los periódicos y revistas más innovadores. En 1938 fundó, junto a Vasco Pratolini el periódico literario "Campo di Marte", que se reivindicaba como de acción literaria y artística. Su objetivo era educar al público a comprender la producción artística en todas sus facetas. "Campo di Marte" solo tuvo un año de vida. Sin embargo, esta experiencia resultó muy significativa para el poeta que pudo así curtirse en la literatura militante más comprometida.
En 1941 Gatto fue nombrado profesor en el Liceo Artístico de Bolonia y fue enviado especial de "L'Unità" adoptando una posición de primer plano en la literatura de inspiración comunista. Poco después se dio de baja en el Partido Comunista Italiano y se convirtió en comunista "disidente".
Tras la guerra retomó su actividad como periodista y siguió llevando a cabo su labor poética. En 1955 recibió el Premio Bagutta por su obra "La fuerza de los ojos".
Murió a causa de un accidente de tráfico el 8 de marzo de 1976 cerca de Grosseto.

## La formación y la poética
El hermetismo ve en Alfonso Gatto uno de sus principales protagonistas. Poco se sabe de sus primeros años en Salerno, aunque sin duda debieron influir en su formación, al igual que sus primeras lecturas, sus primeros encuentros y sus primeras amistades.
Su primera obra, "Isla" aparece en 1932. En ella se pudo reconocer inmediatamente a una voz nueva y auténtica. Pero la publicación ese mismo año del libro de Giuseppe Ungaretti "Sentimiento del tiempo" (Sentimiento del tempo), el novel Gatto se sitúa en el movimiento predominante del momento.
Con "Isola", Gatto empieza su carrera de poeta, carrera que no finalizará más que con su trágica muerte, 44 años después. Es un texto decisivo para la constituciónde una gramática hermética que será definida por el propio poeta como la búsqueda del "absoluto natural". El lenguaje utilizado es extraño y sin tiempo, alusivo, típico de una poética de la "ausencia" y del espacio vacío, rico en motivos melódicos. Y de hecho, el sentido del espacio y el abandono a la melodía elementos constantes de "Isola" así como de sus posteriores libros.
Estos elementos, tan lejanos de los modelos tradicionales, los encontramos en su poesía hasta 1939 y pasan gradualmente de temas familiares y visiones ligadas al paisaje de su tierra natal hasta llegar a una nueva fase, antes y después de la guerra, que se inaugura con Arias y motivos y culmina con Poesías de amor.

### El tema del amor
El tema del amor aparece de todos los modos posibles y recorriendo todas las direcciones y aunque a veces tenga rasgos de tipo clásico, nunca pierde el valor fónico de la palabra, que se convierte en un elemento sugerente de por sí.
Entre 1940 y 1941 retoca sus anteriores poesías, para hacer una recopilación que titulará "Poesías", que permanecerán inalteradas hasta 1961. Una de las imágenes más vívidas en la poesía contemporánea la podemos encontrar en el poema Oblio en el que el poeta expresa la alegría de la vida hecha memoria y fiesta y de la que se siente parte:

Tutto si calma di memoria e resta
il confine più dolce della terra,
una lontana cupola di festa

Todo queda en calma de memoria y permanece
el confín más dulce de la tierra,
una lejana cúpula de fiesta

En estos versos asistimos al deslizamiento desde la analogía limitada de sus primeros libros y en "Amor de la vida" (1944) el poeta conseguirá expresar una frescura insólita en un momento de retórica dedicada a la Resistencia.
Gatto, de hecho, se adhiere a la poesía de la Resistencia, conmovido por el espíritu cívico y político de los italianos y en su siguiente obra, "La cabeza en la nieve" expresará emotivas palabras hacia los "Mártires de la Resistencia".
Gatto es pues un poeta de naturaleza y de instinto que ha llevado durante la guerra y en la posguerra una importante renovación tanto en los contenidos como en la forma, y abriéndose a estructuras narrativas más complejas en las que se unen elementos autobiográficos, lirismo y participación histórica.
En el transcurso de la producción última de, "Rimas de viaje para la tierra pintada" y "Desinenciaa", obra póstuma publicada un año después de su muerte, deja la imagen de un poeta comprometido con el curso de la vida, pero siempre dispuesto a fijar en la memoria todas sus emociones con una lengua rica en motivos y sorprendente.

## Influencia
Alfonso Gatto influyó en los primeros poemas de Mario Luzi (La barca (1935) y Llegada nocturna (1940)) que estaban adscritos al  hermetismo.

## Obra

### Poesía
- 1931 – Isla (Isola)
- 1937 – Muerto en los pueblos (Morto ai paesi)
- 1939 – Poesías (Poesie)
- 1943 – L'allodola
- 1944 – La playa de los pobres (La spiaggia dei poveri)
  - – Amor de la vida (Amore della vita)
- 1945 – El cigarro de fuego (Il sigaro di fuoco)
  - – La fuerza de los ojos (La forza degli occhi)
- 1947 – La cabeza en la nieve (Il capo sulla neve)
- 1949 – Nuevas poesías (Nuove poesie)
- 1959 – La madre y la muerte (La madre e la morte)
- 1961 – Poesías (Poesie)
- 1962 – Osteria flegrea
- 1963 – Poesías de amor (Poesie d'amore)
- 1966 – La historia de las víctimas (La storia delle vittime)
- 1969 – Rimas de viaje para la tierra pintada (Rime di viaggio per la terra dipinta)
- 1977 – Desinencias (Desinenze)

### Prosa
- 1944 – La esposa niña (La sposa bambina)
- 1948 – La cola de paja (La coda di paglia)
- 1962 – Carlomagno en la cueva (Carlomagno nella grotta)

### Teatro
- 1962 – El duelo (Il duello)

## Filmografía
Alfonso Gatto ha participado en modo diverso en algunas películas. En Il sole sorge ancora (1946) de Aldo Vergano actuaba como maquinista de un tren. También participó en dos películas de Pier Paolo Pasolini: en El Evangelio según San Mateo (1964) interpretaba al apóstol San Andrés y en Teorema (1968) a un doctor. También participó en Excelentísimos cadáveres (1976) de Francesco Rosi, en donde actuaba de Nocio y en Caro Michele (1976), de Mario Monicelli, basado en la novela de Natalia Ginzburg, en la que era el padre de Michele.